# 湯馬士·華達士
湯馬士·華達士（英語：Thomas Waters，1842年7月17日—1898年2月5日），英國土木工程師和建築師。他活躍於日本幕末，明治時代。

## 生平
1842年，湯馬士·華達士於愛爾蘭奧法利郡伯爾出生，父親是醫生。他在20年代中期接受了一個委員會委託，為香港皇家造幣廠設計建築物，而結識英國商人托馬斯·布雷克·格洛弗（Thomas Blake Glover）。湯馬士·華達士於1864年抵達日本。1867年明治維新後，湯馬士·華達士被明治政府委託於1868年在大阪建立日本帝國造幣局。
他之後負責設計1872年被大火摧毀的銀座區。他重建銀座地區中央大道與一排三層樓高的喬治亞式建築。該充滿洋風的商圈被稱為「銀座磚瓦街」（Ginza Bricktown；），後來被視為一個日本現代和西化象徵。一番町的英國駐日公使館同樣由他設計，1874年竣工。
他離開日本後，曾短暫在中國上海居住，最終移民到美國，在科羅拉多州的一個銀礦工作。他在1898年於丹佛去世，墳墓位於丹佛市費爾芒特公墓。